# Quận Lee, Alabama
Quận Lee là một quận thuộc tiểu bang Alabama, Hoa Kỳ.
Quận này được đặt tên theo Robert E. Lee. Ước tinh dân số của Cục điều tra dân số Hoa Kỳ năm 2009, quận có dân số 135.883 người. Quận lỵ đóng ở Opelika còn thành phố lớn nhất là Auburn.